# Longzihu
Longzihu (en chino, 龙子湖; pinyin, Lóngzihú, léase Long-tsi-Jú) es un distrito urbano bajo la administración directa de la Prefectura Bengbu en la Provincia de Anhui, República Popular China.  Su área es de 147 km² y su población total para 2010 superó los 240 mil habitantes. 

## Administración
Desde julio de 2023, el  Distrito Longzihu se divide en 8 pueblos que se administran en 6 subdistritos, 1   poblado y 1 villa.